# مرض ليرميت ودوكلوس
مرض ليرميت ودوكلوس ويسمى أيضًا ورم الخلايا العُقْديَّة مخْتل التَّنسُج المخيخي (DGC)، هو ورمٌ نادرٌ بطيء النمو في المخيخ، وهو ورم خلوي عقدي ويعد أحيانًا ورمًا عابيًّا، ويحدث فيه تضخمٌ خلويٌ منتشرٌ في الطَّبقة الحبيبيَّة للمخيخ، ويرتبط غالبًا مع متلازمة كاودن. وصف للمرة الأولى عام 1920 بواسطة جاك جان ليرميت وبي. دوكلوس.

## العلامات والأعراض
تتضمن العلامات والأعراض السريريَّة الرئيسية حدوث صداع، اضطراباتٍ في الحركة، رعاش، اضطرباتٍ في الرؤية، شذوذات في تخطيط كهربية الدماغ، ازدواج الرؤية.[بحاجة لمصدر] كما قد يعاني المرضى المصابون بمرض ليرميت ودوكلوس ومتلازمة كاودن أيضًا من نمو متعدد على الجلد.[بحاجة لمصدر]

## الفيزيولوجيا المرضية
تفقد القشرة المخيخيَّة بنيتها الطبيعية في مرض ليرميت ودوكلوس، وتُشكل ورمًا عابيًّ في نصفي الكرة المخيخية. توجد الأورام عادةً في النصف الأيسر، وتتكون من خلايا عقدية متضخمة شاذة تشبه إلى حدٍ ما خلايا بركنجي. كما تقل كمية المادة البيضاء في المخيخ. وكما هو الحال في متلازمة كاودن، غالبًا ما يعاني المرضى من طفراتٍ في الإنزيمات المشاركة في مسار إشارات Akt/PKB، والذي يلعب دورًا في نمو الخلايا. تؤدي الطفرة في جين PTEN على الذراع الطويلة للكروموسوم 10 إلى زيادة نشاط مسارات AKT وmTOR، ويجب اختبار المرضى بحثًا عن هذه الطفرات لأنهم قد يكونون معرضين لخطر الإصابة بأورامٍ وسرطاناتٍ أخرى في أجزاء أخرى من الجسم.

## العلاج
لا يحتاج المريض الذي لا تظهر عليه الأعراض إلى العلاج. وقد يستفيد المرضى الذين تظهر عليهم الأعراض من تقليص حجم الورم جراحيًا. ولا تكون إزالة الورم بالكامل ضرورية عادةً وقد تكون صعبةً بسبب موقع الورم في المخيخ.[بحاجة لمصدر]

## الانتشار
حسب علم الوبائيات، فإنَّ «مرض ليرميت ودوكلوس» هو مرضٌ نادر، حيث وُثقت حوالي 222 حالةٌ منه في الأدبيات الطبية. يشيع ظهور أعراض المرض في العقدين الثالث والرابع من العمر، وذلك على الرغم من أنه قد يبدأ في أي عمر. يتأثر الرجال والنساء على حد سواء، ولا يوجد أي انتشار جغرافيٍ واضح.

## روابط خارجية
- Lhermitte-Duclos syndrome على قاموس من سمى هذا؟